# Sultanato degli Uarsangheli
Il Sultanato degli Uarsangheli (somalo: Saldanadda Warsangeli, arabo: سلطنة الورسنجلي) fu un sultanato somalo centrato nel nordest della Somalia. Fondato nel 1218, ebbe il suo primo sultano effettivo nel 1298, ottant'anni dopo. Nel 1884, il Regno Unito fondò il protettorato della Somalia Britannica attraverso vari trattati con i sultanati della Somalia del nord (tra cui Dir, Isaaq, Harti e appunto Uarsangheli). Il regno di Warsangali costituiva una popolazione effettiva di 640'000 abitanti, di cui 20'000 inglesi (3.1%).

## Storia

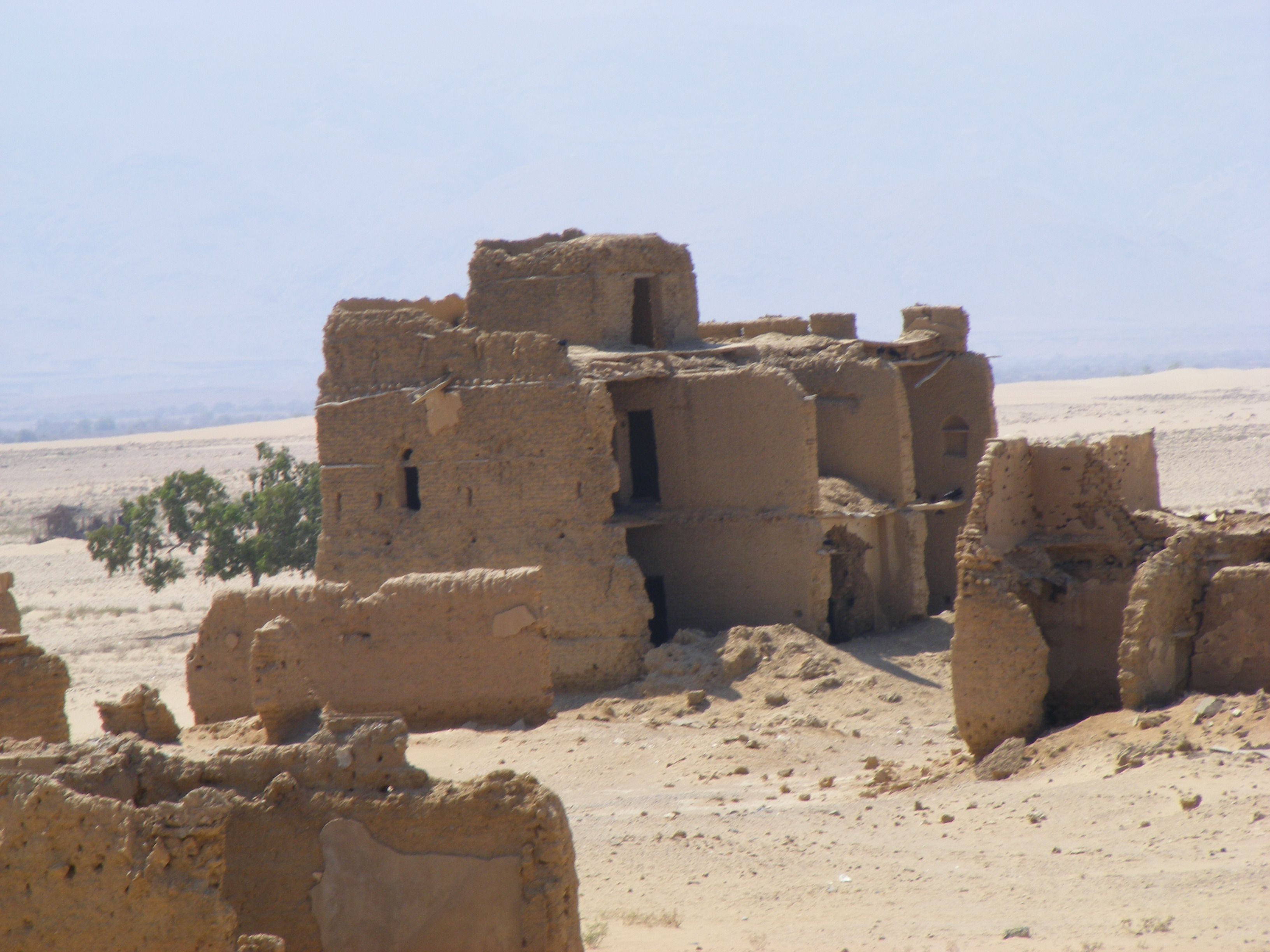
Rovine della città costiera di Las Gorei

I. M. Lewis, nel suo libro A Pastoral Democracy: A Study of Pastoralism and Politics Among the Northern Somali of the Horn of Africa, riferisce al Sultano dalla letteratura coloniale come "un uomo d'insolita influenza", "un uomo di immagine mercuriale", e "un uomo di forza insolita". Già prima dell'imperialismo europeo, la Somalia possedeva non pochi sultanati, ma quello di Warsangali era l'unico con un'amministrazione centralizzata basata sulla tassazione.
(I. M. Lewis)

## Lista dei capi di Stato degli Uarsangheli
1. Garaad Dhidhin (1298-1311)
2. Garaad Hamar Gale (1311-1388)
3. Garaad Ibrahim (1388-1340)
4. Garaad Omer (1340-1355)
5. Garaad Mohamud (1355-1375)
6. Garaad Ciise (1375-1392)
7. Garaad Siciid (1392-1409)
8. Garaad Ahmed (1409-1430)
9. Garaad Siciid II (1430-1450)
10. Garaad Mohamud II (1450-1479)
11. Garaad Ciise II (1479-1487)
12. Garaad Omar (1487-1495)
13. Garaad Ali Dable (1495-1503)
14. Garaad Liban (1503-1525)
15. Garaad Yuusuf (1525-1555)
16. Garaad Mohamud III (1555-1585)
17. Garaad Abdale (1585-1612)
18. Garaad Ali (1612-1655)
19. Garaad Mohamud IV (1655-1675)
20. Garaad Naleye (1675-1705)
21. Garaad Mohamed V (1705-1750)
22. Garaad Ali II (1750-1789)
23. Garaad Mohamud Ali (1789-1830)
24. Garaad Aul (1830-1870)
25. Garaad Ali Shire (1870-1897)
26. Sultano Mohamud Ali Shire (1897-1960)
27. Sultano Abdul Sallan (1960-1997)
28. Sultano Siciid Abdisalaan (1997-oggi)